# Municipio de Ozark (condado de Barry)
El municipio de Ozark (en inglés: Ozark Township) es un municipio ubicado en el condado de Barry en el estado estadounidense de Misuri. En el año 2010 tenía una población de 955 habitantes y una densidad poblacional de 14 personas por km².

## Geografía
El municipio de Ozark se encuentra ubicado en las coordenadas 36°52′36″N 93°42′45″O / 36.87667, -93.71250. Según la Oficina del Censo de los Estados Unidos, el municipio tiene una superficie total de 68.23 km², de la cual 68,14 km² corresponden a tierra firme y (0,13 %) 0,09 km² es agua.

## Demografía
Según el censo de 2010, había 955 personas residiendo en el municipio de Ozark. La densidad de población era de 14 hab./km². De los 955 habitantes, el municipio de Ozark estaba compuesto por el 96,86 % blancos, el 0,42 % eran amerindios, el 0,1 % eran asiáticos, el 0,73 % eran de otras razas y el 1,88 % eran de una mezcla de razas. Del total de la población el 1,57 % eran hispanos o latinos de cualquier raza.